# Смілка
Смі́лка (Silene L.) — рід багаторічних, рідко однорічних рослин з родини гвоздикових, з супротивними листками, з білими або червоними пелюстками.

## Опис
Чашечка зрослолиста, п'ятизубчаста, з 10—30 жилками. Пелюсток 5, із суцільною або двороздільною пластинкою, яка здебільшого при основі має придатки, що утворюють привіночок. Нігтики лінійні, часто вгорі вушко подібно розширені. Маточка з трьома стовпчиками і 3-гніздою при основі зав'яззю, на більш-менш розвиненому карпофорі. Плід коробочка при основі тригнізда, розкривається на верхівці шістьма зубчиками. Насінина ниркоподібна або майже куляста, смугаста або горбочкувата.

## Практичне значення
Серед представників роду є лікарські рослини.

## Систематика
Рід налічує понад 480 видів. Ті види, що позначені зірочкою (*), поширені в Україні:
- Смілка безстебла (Silene acaulis)
- Silene armeria
- Silene biafrae
- Silene caroliniana
- Silene conica
- Silene coronaria
- Silene dichotoma — Смілка вилчаста*
- Silene diclinis
- Silene dioica
- Silene dubia — Смілка сумнівна*
- Silene fernandezii
- Silene gallica
- Silene gazulensis
- Silene hicesiae
- Silene italica — Смілка італійська*
- Silene jundzillii — Смілка Юндзілля*
- Silene laciniata
- Silene latifolia — Смілка широколиста
- Silene linicola
- Silene maritima
- Silene multiflora — Смілка багатоквіткова*
- Silene nemoralis — Смілка дібровна*
- Silene noctiflora
- Silene nutans — Смілка поникла*
- Silene otites
- Silene regia
- Silene rupestris
- Silene sennenii
- Silene sibirica — Смілка сибірська*
- Silene sorensenis
- Silene stenophylla — Смілка вузьколиста
- Silene stellata
- Silene suecica
- Silene taliewii
- Silene tatarica — Смілка татарська*
- Silene tomentosa — Смілка гібралтарська
- Silene uniflora
- Silene villosa
- Silene virginica
- Silene viridiflora — Смілка зеленоквіткова*
- Silene viscosa
- Silene vulgaris — Смілка звичайна*
- Silene wahlbergella